# Spinixestus
Spinixestus is een geslacht van hooiwagens uit de familie Assamiidae.
De wetenschappelijke naam Spinixestus is voor het eerst geldig gepubliceerd door Roewer in 1952. 

## Soorten
Spinixestus omvat de volgende 6 soorten:
- Spinixestus armatus
- Spinixestus benderanus
- Spinixestus leleupi
- Spinixestus polycuspidatus
- Spinixestus rufus
- Spinixestus siteteus